# Уинебаго
Уинебаго (на английски: Winnebago) е северноамериканско индианско племе, което от древни времена живее в североизточен Уисконсин. Уинебаго е единственото сиуезично племе в района на Големите езера. До идването на европейците племето е доминиращо в региона. В резултат на Бобровите войни (1629 – 1701), през 1640те хиляди бежанци от различни племена намират убежище в Уисконсин, което води до конфликти с местните меномини и уинебаго. Въпреки че са все още многобройни, уинебаго не успяват да се справят с многобройните пришълци. Никое друго северноамериканско племе не претърпява такъв драстичен спад на населението през следващите години, както уинебаго. Тези, които оцеляват остават в близост до Грийн Бей, но са принудени да споделят земята с други племена. Победата на алгонкинските племена над ирокезите през 1701 г. позволява на много от бежанците в Уисконсин да се завърнат по родните си места, което позволява на уинебаго да възвърнат голяма част от родината си. След установяване на американски контрол над региона, уинебаго започват да губят малко по малко земята си. След неколкократно преместване, накрая на племето са дадени резервати. Единият резерват се намира в Небраска и Айова и днес е дом на федерално признатото племе Уинебаго племето на Небраска. Другият резерват се намира в Уисконсин и е дом на федерално признатото племе Уинебаго племето на Уисконсин. През 1990те уинебаго в Уисконсин официално променя името си на Хо Чунк, През 1975 г. Двете формирования на племето получават 4,6 милиона долара като компенсация за отнетите им земи.

## Език
Езикът на уинебаго е класифициран към групата Шивър на Сиукското езиково семейство. Езикът им е идентичен с езиците на айова, ото и мисури и близък с езиците на групата Дегиха. Също така езикът им ема връзка с езика на манданите и езиците на сиукските племена в югоизточните Съединени щати.

## Население
Уинебаго не си спомнят да са живели другаде освен в близост до Грийн Бей и езерото Уинебаго в североизточен Уисконсин. До идването на европейците, племето е доминиращо в региона и контролира обширна територия от западния бряг на езерото Мичиган до Мисисипи и от Горен Мичиган на юг почти до Милуоки. През този период се предполага, че наброяват около 8000 души, но най – вероятно цифрата е силно занижена. При второто си посещение в Грийн Бей през 1639 г., Жан Николе оценява населението им на около 5000 войни или около 20 000 души общо. Тази цифра изглежда по-вероятна, и обяснява доминацията на уинебаго в региона преди идването на белите, а и самите уинебаго споменават, че заради високата популация някои групи (айова, ото и мисури) се отделят от тях малко преди посещението на Николет. За около 30 години след това никое друго племе не претърпява такъв драстичен спад на населението. Когато французите се завръщат в Уисконсин през 1665 г., уинебаго наброяват по-малко от 500 души. Стигайки почти до изчезване, племето започва бавно да се възстановява и в началото на 21 век племенното членство възлиза на над 12 000 души.

## Име
Името „уинебаго“ не е от техния език, а е от алгонкински произход. Племето фокс нарича хората „уинипегуек“ – „хората от вонящата вода“, имайки предвид богатите на водорасли води на езерото Уинебаго. Французите превеждат името като „вонящите хора“ и го съкращават до Пуан. В английския просто става като „Мръсните“. Самите уинебаго се наричат Хочунгра (Хочунгара, Хочангара, Очангара) – хората на големия език или хората на родоначалната реч, позовавайки се на тяхната роля като древни хора, от които се появяват останалите сиукски племена.

## Култура
Въпреки че уинебаго говори сиукски език, племето е типичен представител на североизточната горска култура, чиито начин на живот и облекло са сходни с тези на алгонкинските им съседи в горната част на Големите езера. През 1634 г. Жан Николет дава доста подробно описание на хората уинебаго. Подобно на другите сиукски народи на запад, те са доста по-високи от останалите местни жители, а смелостта и безразсъдството им са пословични.

### Облекло
Облеклото им се състои от дрехи изработени от еленова кожа, които са богато украсени с орнаменти, пера, мъниста и ресни. Първоначално мъжете са носели дълги коси, сплетени на две плитки, но с течение на времето започват да бръснат главите си, оставяйки само дълъг кичур на темето или гребен, подобно на алгонкините. Татуирането и боядисването на лицето и тялото също са широко разпространени.

### Прехрана и разделение на труда
Уинебаго са едно от най-северните земеделски племена. Въпреки краткия вегетационен период, жените успяват да отглеждат три сорта царевица, боб, тикви и тютюн. Жените също така се грижат за домакинството и събират различни диви растителни храни, плодове, кленов сироп, още шият дрехи, плетат кошници и обработват за съхранение излишната храна. Мъжка работа е ловът на диви животни, риболова, направата на канута от брезова кора и войната. Някои мъже се научават да изработват и различни накити от мед и сребро.

### Брак
За да станат мъже обаче момчетата трябва да преминат през специален ритуал по време на пубертета. Чрез пост и молитва на усамотено място всяко момче трябва да измоли помощта и закрилата на някое свръхестествено същество, животно или предмет, който става негов дух – пазител и спътник за цял живот. За момичетата също има специален ритуал, за да станат жени. По време на първата им менструация те са отделяни за няколко дни в специална постройка, където съблюдават различни ограничения. След пубертета младежите започват едно дълго ухажване на девойките, които са си избрали. Ако някоя девойка е благосклонна към някой младеж, накрая тя се съгласява да избяга с него. След два – три дни двойката се завръща в селото вече като женени и така бракът е сключен официално. Младоженците обаче трябва задължително да са от различни кланове. Кръвосмешението е толкова страшно нещо за хората, че мъжете винаги избягват да се срещат или разговарят със своите тъщи или близки от женски пол.

### Кланова система
След процеса на възстановяване на населението им след 1670 г., уинебаго толкова много се смесват със своите алгонкински съседи, че се предполага, че губят първоначалните си традиции и ги заменят с алгонкинските. Започват да събират див ориз от близките езера и да използват керамика и медни сечива, и също като алгонкините се организират в бащини кланове. Всеки клан има определени церемонии или социални функции. Клановете са групирани в две части – горни (Небе) и долни (Земя), което е характерно за сиукските народи. При уинебаго горната фратрия се състои от 4 клана, а долната от 8 клана.
Горна фратрия (Небе)
- Гръмотевична птица
- Войните
- Орел
- Гълъб изчезнал

Долна фратрия (Земя)
- Мечка
- Вълк
- Воден дух
- Елен
- Лос
- Бизон
- Риба
- Змия

От тях клановете Мечка и Гръмотевична птица са най-важни. Наследствения главен вожд на племето почти винаги е избиран от клана Гръмотевична птица, а клана Мечка изпълнява функциите на племенна полиция. Членството в клана е по-важна отколкото принадлежността към групата и главният вожд управлява с помощта на Съвет съставен именно от основните водачи и старейшини на всеки клан. Има и главен военен вожд, който е избиран от клановете на долната фратрия по заслуги и опит. След разпръсването на племето през 18 век населените им места стават по-автономни и всяко село си има свой главен и военен вожд. Всеки клан има голям брой собствени обичаи свързани с раждането, именуването, смъртта и погребенията. Погребенията са различни в зависимост от клана. Мъртвите са или погребвани или поставяни на платформа.

### Жилища
Първоначално земеделски производители, уинебаго живеят в големи полупостоянни села и за разлика от алгонкините следват сиукския модел и не се разбиват на отделни малки ловни лагери през зимата. Основното жилище е кръгъл или овален вигвам, заимстван от алгонкинските им съседи. Използват и типито като временен подслон при лов на бизони далеч от селото.

## История
Уинебаго не си спомнят да са живели другаде освен в близост до Грийн Бей и езерото Уинебаго в североизточен Уисконсин. Някъде около 1400 г. групите анишинабе (оджибуей, отава и потауатоми) започват да се придвижват на запад. Отава спират при остров Манитулин, но оджибуейте продължават на запад и заемат северния бряг на езерото Хюрън. Към 1500 г. потауатомите преминават пролива Макинак и се установяват в северната част на Долен Мичиган. Тази инвазия от страна на анишинабе изтиква местните народи на юг и на запад. Меномините са притиснати на юг, където се съюзяват с уинебаго, а шайените и арапахо тръгват на запад към Големите равнини. По това време уинебаго са достатъчно мощни, за да спрат по-нататъшното разширяване на оджибуей, но загубата на територия и многобройното население стават проблем за изхранването им. За да решат проблема, уинебаго се опитват да разширят земите си на юг, но се сблъскват с мощните илиной. Изправени пред невъзможността да осигурят повече земя и да изхранват населението, племето започва да се разцепва. Някъде около 1570 г. айова, ото и мисури се отделят от уинебаго в Грийн Бей и поемат на запад. Заселват се в Айова, преди да се разделят на отделни племена. Отслабени драстично остатъка от уинебаго се концентрира в няколко големи села близо до Грийн Бей, за да защитава родината си от оджибуейте от север и от илиной от юг. Така, поставени в нещо като състояние на обсада, уинебаго усещат ефекта от идването на европейците в Северна Америка доста преди срещата си с тях.

### Среща с французите
Французите започват търговията с кожи по Сейнт Лорънс от 1603 г. и през 1609 г. помагат на алгонкин, хуроните и монтанаите да изгонят ирокезите от горната част на реката. През 1611 г. Етиен Брюле достига до селата на хуроните, а през 1623 г. и до Солт Сейнт Мери. Скоро след това отава и хуроните се свързват с оджибуейте в Горен Мичиган и правят опит да се свържат и с уинебаго на юг. Французите научават за уинебаго от отава още през 1620 г., но това което чуват никак не ги обнадеждава. Знаейки, че отава и хуроните действат като посредници в търговията с французите и са тясно свързани с враговете им оджибуей, уинебаго отказват да пуснат търговците отава и хурони да навлязат в земите им. След няколко години на безуспешни опити, накрая отава изпращат пратеници да организират търговията с уинебаго. Когато пратениците пристигат в селата им веднага са убити и части от телата им ритуално изядени. По времето, когато отава и хуроните се готвят за отмъстителна война заради този инцидент, французите изпращат Жан Николе на запад. Когато Николет пристига в Ред Банкс на южния бряг на Грийн Бей става първият бял, когото уинебаго виждат. В крайна сметка на Николет се отдава да уреди мир между враждуващите племена и да отвори търговията в западните части на Големите езера.

### Междуплеменни войни
През 1639 г. Николет прави второ посещение на района. Ще минат 26 години преди друг европеец да посети Грийн Бей. Междувременно уинебаго са почти унищожени от разразилите се междуплеменни войни. След 1640 г. от изток хиляди алгонкини бягащи от ирокезите намират убежище в Уисконсин, където започват да се конкурират с местните уинебаго и меномини за наличните ресурси. Първата война, която избухва в резултат на тази конкуренция е между уинебаго и фокс. При преминаване на езерото Уинебаго, за да изненадат фокс, войните уинебаго са застигнати от буря и 500 от тях намират смъртта си в езерото. След това останалите се събират в едно голямо укрепено село, което вместо да ги предпази се оказва смъртоносен капан. Едрата шарка донесена от бежанците алгонкини от изток удря селото с опустошителен ефект. По-малко от 4500 уинебаго оцеляват след тази война, но най-лошото тепърва предстои. Виждайки необходимостта да се съюзят срещу новодошлите, старите врагове илиной изпращат на уинебаго 500 войни на помощ. Уинебаго приемат радушно помощта, но старата вражда надделява и през нощта те нападат своите благодетели и убиват всички. Отнема известно време да научат за това предателство, илиной си отмъщават по ужасяващ начин. По-малко от 50 уинебаго оцеляват и намират убежище при меномините на север. Междувременно, но изток Бобровите войни стават още по-интензивни и сериозно заплашват френската търговия с кожи. До 1655 г. ирокезите последователно се справят с всички техни врагове около Сейнт Лорънс и източните части на Големите езера и погват алгонкините в Долен Мичиган. Ефектът от това е, че още около 20 000 бежанци намират убежище в Уисконсин, където положението става още по-критично. Когато Николас Перо и отец Алоа пристигат в Грийн Бей през 1665 г. заварват пълен хаос. През 1667 г. на французите се отдава да сключат мир с ирокезите и за първи път този мир обхваща и техните алгонкински съюзници. Този мир позволява на французите да възобновят търговията в Грийн Бей, но първо трябва да опитат да въведат някакъв ред в региона и да спрат междуплеменните войни. За уинебаго този мир също има благоприятен ефект. Те започват да се сприятеляват с бежанците алгонкините и да се сродяват с тях, и да се адаптират към тяхната култура.
Мирът продължава цели 13 години, когато войната е възобновена с нова сила на юг през 1680 г. между ирокезите и илиной. Неуспехът на ирокезите да превземат форт Сент Луис през 1684 г. обаче слага повратна точка в Бобровите войни. За кратко време след това французите укрепват своите крепости, въоръжават индианските си съюзници и организират голям индиански алианс срещу ирокезите. От 1687 г. този алианс започва настъпление и от 1690 г. ирокезите са поставени в състояние на обсада в собствените си земи в Ню Йорк. Със сключването на мира през 1701 г. и края на Бобровите войни, бежанците започват постепенно да напускат Уисконсин и да се завръщат по родните си земи. Това позволява на уинебаго да възвърнат голяма част от родината си. През 1724 г. те се съюзяват с фокс във война срещу илиной, но след намеса на французите уинебаго се връщат към мира. В началото на Втората война Фокс (1727 – 1737), уинебаго застават на страната на французите и през зимата на 1729 г. нападат заедно с войни меномини и оджибуей нападат отряд на фокс като убиват 80 от тях и залавят 70 жени и деца. След напускането на Уисконсин от сауките и фокс, уинебаго се преместват във вътрешността за по-добър лов.

### Уинебаго в Англо – френските войни
По време на Войната на крал Джордж (1744 – 1748) войни уинебаго отиват на изток, за да защитават Квебек от англичаните. В началото на Френската и индианска война (1755 – 1763) те отново са на страната на французите. След установяване на британския контрол над Северна Америка през 1763 г. стават английски съюзници и се бият на тяхна страна през следващите 50 години. В този период уинебаго живеят в мир със своите индиански съседи. След покупката на Луизиана от САЩ през 1803 г. племето започва бавно да губи земите си. Заради заплахата от американската експанзия уинебаго става едно от най-враждебните племена в съюза на Текумзе и лоялни поддръжници на британците. По време на войната то 1813 г., уинебаго, заедно с фокс, сауките и потауатомите превземат форт Мадисън и взимат участие в битката при форт Мичилимакинак през 1814 г. Войната завършва с патова ситуация между британците и американците, но за племената от района на Големите езера тя е пълно поражение.

### Отношения със САЩ
Първият договор подписан между уинебаго и новото американско правителство е през 1816 г. в Сейнт Луис. През 1825 г. правителството отново свиква племената от региона на съвет в Преъри дьо Шиен, за да се определят границите между отделните племена и между индианците и Съединените щати, както и да се спрат всякакви военни действия. Две години след подписването на договора в Преъри дьо Шиен, уинебаго са принудени да започнат война, за да защитят земите си от американското посегателство. Водени от големите военни вождове Белия облак и Червената птица, войните уинебаго залавят един шлеп в река Мисисипи и убиват няколко заселници по река Уисконсин. Въстанието бързо е потушено и победените индианци са принудени да се съгласят с исканията на победителите. В договора подписан в Грийн Бей през август 1828 г., уинебаго, оджибуей, потауатомите и отава отстъпват на САЩ северен Илинойс за 540 000 долара.

### Екстрадиция и затваряне в резервати
През септември 1832 г., след Войната на Черния ястреб, в която малцина уинебаго взимат участие, с договора от форт Армстронг племето е принудено да отстъпи всичките си земи на изток от Мисисипи и се съгласява да се премести в североизточна Айова. През 1836 г. епидемия от едра шарка покосява племето като всеки четвърти уинебаго умира от нея. Подписаният във Вашингтон през 1837 г. втори договор потвърждава цесията на Уисконсин и до 1842 г. около 2200 уинебаго вече живеят близо до форт Аткинсън в Айова. През 1846 г. Айова става щат и се налага уинебаго да бъдат преместени отново. Племето разменя земите в Айова за резерват от 800 000 акра в Минесота. Някои успяват да се укрият и останат в Айова, но повечето са преместени в новия резерват през 1848 – 1849 г. През 1856 г. заменят и този резерват за друг по-малък в южна Минесота. В новия резерват всичко вървяло добре, докато не избухва въстанието на дакота през 1862 г., в което са убити над 400 бели заселници. Въпреки че уинебаго не взимат участие във въстанието са събрани и извозени насилствено до резервата Кроу Крийк в Южна Дакота. По пътя много от тях успяват да избягат и да се върнат в Минесота и Уисконсин. Останалите 1200 уинебаго се отклоняват също и бягат надолу по Мисури и намират убежище при омаха в източна Небраска. Правителството се съгласява да остави уинебаго в Небраска и закупува от омаха 40 000 акра земя за тях през 1865 г. По същото време, тези които са в Уисконсин са арестувани и отведени в Небраска. След кратък престой в резервата те отново бягат и се връщат в Уисконсин. След 10 години на тази игра, накрая правителството закупува земя и за тях през 1875 г. и ги оставя да живеят в Уисконсин. През 1880те повечето уинебаго от Небраска се присъединяват към съплеменниците си в Уисконсин. Тези, които остават в Небраска през 1887 г. губят 1/3 от първоначалните 40 000 акра от резервата заради Закона за преразпределение на индианските земи.

## Съвременни уинебаго
В началото на 21 век уинебаго в Небраска е федерално признато племе, което има резерват от 458 кв. км в окръзите Търстън и Диксън в Небраска и в окръг Удбъри в Айова. Племето има над 4000 записани членове. В Уисконсин, по – рано известното като Уинебаго племето на Уисконсин също е федерално признато. Седалището на племето е в Блек Ривър Фолс. Техният резерват е с големина от 18,6 кв. км, разпръснат в 10 окръга на Уисконсин. През 1990-те племето официално сменя името си на Нация Хо Чунк на Уисконсин. През 2011 г. племенното членство е 7192 души. През 1975 г. двете формирования на уинебаго получават от Правителството 4,6 милиона долара компенсация за отнетите им земи.